# Galeazzo Franzoni
Galeazzo Franzoni (* um 1525 in Cevio; † vor 1598 ebenda) war ein Schweizer, Fiskal, Statthalter der Landvogtei Vallemaggia und Gesandter.

## Leben
Galeazzo Franzoni war Sohn des 1558 erwähnten Statthalters Giovanni Antonio. Er war Leutnant des Kommissars von Vallemaggia im Jahr 1564 und Fiskal der Vogtei von Locarno im Jahr 1569. Im Jahr 1581 wurde er zusammen mit Pietro Orelli als Botschafter zum Herzog von Savoyen geschickt, um den Streit zwischen Piemont und den 12 konföderierten Kantonen über Zollfragen im Zusammenhang mit der Getreideausfuhr zu schlichten; der Streit wurde mit dem Kapitulat vom 15. Mai 1581 beigelegt.